# Porcellio graecorum
Porcellio graecorum är en kräftdjursart som beskrevs av Hans Strouhal1955. Porcellio graecorum ingår i släktet Porcellio och familjen Porcellionidae. Inga underarter finns listade i Catalogue of Life.